# Rio Cârligu (Zlata)
O Rio Cârligu (Zlata) é um rio da Romênia, afluente do Zlata, localizado no distrito de Hunedoara.